# Martin Ros
Martin Ros (Hilversum, 2 januari 1937 – Amersfoort, 8 december 2020) was een Nederlands uitgever, redacteur, boekenrecensent, radiopresentator, schrijver, vertaler en publicist.

## Leven en werk
Hij groeide op in de zeer rooms-katholieke Hilversumse arbeiderswijk Klein Rome. Zijn niet altijd positieve herinneringen daaraan heeft hij in 1997 beschreven in zijn boek Herinneringen aan mijn rijke roomse jeugd.
In 1964 werd hij redacteur bij uitgeverij De Arbeiderspers, waarvoor hij ook reeksen samenstelde. De bekendste zijn Privé-domein en Oorlogsboeken. Auteurs als Maarten 't Hart en Boudewijn Büch kregen bij hem gelegenheid tot publicatie. Hij gaf samen met Theo Sontrop leiding aan de literaire activiteiten van De Arbeiderspers, dat een toonaangevend literair uitgevershuis werd. Ros was ook redacteur bij het literair tijdschrift Maatstaf. Met de opvolgers van Sontrop kon Ros het minder goed vinden. In april 1997 nam hij (gedwongen) afscheid bij De Arbeiderspers na een herseninfarct. Sindsdien werkte hij als freelance-publicist en vertaler. Ros schreef zelf ook boeken, vooral over zijn passie wielrennen.
Ros werd bij een groter publiek bekend door zijn wekelijkse boekrecensies in het radioprogramma TROS Nieuwsshow op Radio 1, die hij vanaf 1985 verzorgde. Omdat de TROS het programma wilde verjongen, moest Ros hiermee stoppen. Dit leverde verdeelde reacties op onder de 800.000 vaste luisteraars. Op 22 december 2007 was zijn laatste uitzending. In 2008-2010 was hij weer als columnist te beluisteren, nu via het internet bij de toenmalige boekwinkelketen Selexyz.
Op 10 juni 2006 was hij te gast in Dit was het nieuws.
Martin Ros, die de laatste jaren in een verpleeghuis in Amersfoort woonde, overleed aan de gevolgen van een besmetting met het coronavirus.

## Vertalingen
- Het dagboek van een kamermeisje, Octave Mirbeau, vertaling Martin Ros, 1966
- De tuin der lusten, Octave Mirbeau, vertaling Martin Ros & Pieter Beek, 1967
- De badkuur van een zenuwlijder, Octave Mirbeau, vertaling Martin Ros, 1974
- Anti-Justine, of De wellust der liefde, Nicolas-Edme Rétif, vertaling Martin Ros, 1997
- De zondebok, August Strindberg, vertaling Rita Tornqvist-Verschuur, nawoord Martin Ros
- De duizendkunstenaar van Lublin, Isaac Bashevis Singer, vertaling Nico Polak, nawoord Martin Ros

- Bibliothèque nationale de France: cb12505040r (data)
- Digitale Bibliotheek voor de Nederlandse Letteren: ros_001
- Gemeinsame Normdatei: 118106139
- International Standard Name Identifier: 0000 0001 0886 7838
- Library of Congress Control Number: n81109165
- Nationale Bibliotheek van Israël: 987007279820205171
- Nederlandse Thesaurus van Auteursnamen: 070445532
- Système universitaire de documentation: 034278680
- Virtual International Authority File: 34563603
- WorldCat: E39PBJxGYwf3xbKkvtV96kXPQq